# Letestudoxa glabrifolia
Letestudoxa glabrifolia är en kirimojaväxtart som beskrevs av Laurentius 'Lars' Willem Chatrou och Repetur. Letestudoxa glabrifolia ingår i släktet Letestudoxa och familjen kirimojaväxter. Inga underarter finns listade i Catalogue of Life.